# 鎌田理奈
鎌田 理奈（かまだ りな、1974年2月13日 - ）は、日本のDJ、ラジオパーソナリティ。

## 経歴
北海道上川郡剣淵町出身。法政大学卒業後、1996年にIBC岩手放送にアナウンサーとして入社。2001年にIBCを退職し、エフエム仙台の番組でリポーターを務める。2004年に地元のエフエム北海道にディレクター兼パーソナリティとして入社。

## エピソード
- 2010年、初詣に剣淵神社へと出向いた。着物を着ていたにもかかわらず、境内にはほとんど人がなく、誰にも見られなかった[1]。

## 出演番組

### 現在

#### ラジオ番組
- G-CUTS ALIVE（AIR-G'）

### 過去

#### テレビ番組
- IBC競馬ライブ（IBC岩手放送）
- 恋のから騒ぎ（日本テレビ） - 1期生
- INFO H（2010年4月16日、NHK札幌放送局）

#### ラジオ番組
- 音な気取りなSchool Days（IBC岩手放送）
- シャッフルビートF（IBC岩手放送）
- ウィークエンドパル コスモパルタン（IBC岩手放送）
- AIRJAM（Date fm） - 「デリラジ」リポーター